# Fergus Burke
Pour les articles homonymes, voir Burke.
Pas d'image ? Cliquez ici

a Compétitions nationales et continentales officielles uniquement.

b Matchs officiels uniquement.
Dernière mise à jour le 12 juillet 2025.
Fergus Burke, né le 3 septembre 1999 à Gisborne (Nouvelle-Zélande), est un joueur international écossais d'origine néo-zélandaise de rugby à XV évoluant principalement au poste de demi d'ouverture. Il joue avec les Saracens en Premiership depuis 2024.

## Carrière

### En club
Fergus Burke est né à Gisborne, où il commence à jouer au rugby à XV à l'âge de cinq ans. Peu de temps après, il se focalise sur la pratique du football lors de toute son enfance. Il retourne vers le rugby qu'à l'adolescence, et son entrée à la St Paul's Collegiate School (en) d'Hamilton, où il est interne. Il se révèle rapidement être un joueur talentueux, et se spécialise au poste de demi d'ouverture,. Il est un joueur cadre de l'équipe première de son établissement pendant plusieurs saisons, avec qui il dispute le championnat lycéen du centre de l'île du Nord,. Il remporte ce championnat régional en 2016, après avoir marqué la moitié des points de son équipe en finale.
Après le lycée, il est retenu dans l'effectif de l'équipe des moins de 18 ans de la franchise des Chiefs. Cependant, il est repéré lors d'un stage de présaison par la franchise des Crusaders, qui le convainquent de rejoindre leur académie (centre de formation). Il déménage alors dans la région de Canterbury où, en plus de sa formation rugbystique, il suit des études de commerce à l'université de Canterbury. Il joue dans un premier temps avec l'équipe des moins de 18 ans des Crusaders, avant de représenter les moins de 19 ans de Canterbury l'année suivante,.
En 2019, il a l'occasion de participer à la présaison de l'effectif professionnel des Crusaders,.
Plus tard la même année, il est nommé dans l'effectif senior de la province de Canterbury, afin de disputer le National Provincial Championship (NPC),. Il dispute son premier match le 10 août 2019 contre Waikato. Il joue dix rencontres lors de sa première saison de NPC, mais pour seulement deux titularisations, derrière le All Black Brett Cameron.
Dans la foulée de ses débuts au niveau provincial, il est retenu par les Crusaders pour disputer la saison 2020 de Super Rugby,. Considéré comme le troisième ouvreur de l'équipe derrière Richie Mo'unga et Brett Cameron, il est présent dans l'effectif avant tout pour bénéficier de l'expérience du premier nommé. Profitant du repos de Mo'unga, il joue le premier match le 14 mars 2020 contre la franchise japonaise des Sunwolves,. Remplaçant, il entre en jeu en seconde mi-temps et inscrit neuf points, dont un essai, lors de la large victoire de son équipe. Il s'agit de l'unique match qu'il dispute avec les Crusaders cette année, puisque la compétition est interrompue peu de temps après à cause de la pandémie de Covid-19, et qu'il n'est pas utilisé lors du Super Rugby Aotearoa,.
Toujours en 2020, il commence à avoir davantage de temps de jeu en NPC avec Canterbury, passant devant Cameron dans la hiérarchie des demis d'ouverture,.
Lors de la saison 2021 de Super Rugby, il s'impose comme la doublure privilégiée de Mo'unga avec les Crusaders, et joue un total de huit rencontres lors de la saison,. Il est titularisé pour la première fois le 4 juin 2021 contre la Western Force,.
Pour la saison 2022, il profite de l'absence de Mo'unga en début de saison, pour connaître plusieurs titularisations,. Il joue un total de neuf matchs lors de la saison, dont cinq comme titulaire. Il ne participe cependant pas aux phases finales, qui voient son équipe remporter le championnat. Après la saison, il prolonge son contrat avec les Crusaders jusqu'en 2024.
Lors de la saison 2022 de NPC, il fait une excellente saison d'un point de vue individuel, prenant une part prépondérante au bon parcours de son équipe qui termine finaliste de la compétition. Il termine la saison meilleur réalisateur du championnat, avec 147 points marqués.
À partir de la saison 2024-2025, il s'engage en Europe, rejoignant les Saracens en Premiership.

### En équipe nationale
Fergus Burke représente l'équipe des Barbarians scolaires néo-zélandais (en) (sélection scolaire réserve) en 2017,. Il affronte notamment l'équipe des moins de 18 ans des Māori All Blacks.
En 2019, il est sélectionné avec l'équipe de Nouvelle-Zélande des moins de 20 ans pour participer au championnat junior océanien, et joue deux matchs lors du tournoi,. Il est ensuite retenu afin de participer au championnat du monde junior 2019 en Argentine,. Les jeunes néo-zélandais terminent à une décevante septième place, tandis que Burke dispute quatre rencontres lors du tournoi,.
Éligible pour l'équipe d'Écosse de part l'un de ses grands-pères né à Édimbourg, au mois de juillet 2025, il est titularisé pour la première fois avec le XV du Chardon à l'occasion d'un test match contre les Fidji. Pour sa première cape, il inscrit quatre points au pied mais sa sélection s'incline 29 à 14. 

## Palmarès
- Vainqueur du Super Rugby Aotearoa en 2020 et 2021 avec les Crusaders.
- Vainqueur du Super Rugby en 2022 avec les Crusaders.
- Finaliste du National Provincial Championship en 2022 avec Canterbury.